# Лами, Паскаль
Паска́ль Лами́ (фр. Pascal Lamy; род. 8 апреля 1947, Леваллуа-Перре) — глава (генеральный директор) ВТО с 2005 по 2013 год.

## Биография
Родился 8 апреля 1947 года в пригороде Парижа. Окончил лицей Карно в Париже, Высшую коммерческую школу (1969), Институт политических исследований (1971) и Национальную школу администрации (1975, в области права) в Париже.
Член Французской социалистической партии с 1969. Был секретарём отделения ФСП в Жизоре (департамент Эр, Нормандия) с 1978 по 1985, затем членом руководства ФСП с 1985 по 1994. На парламентских выборах в 1993 проиграл в своём округе кандидату от крайне правой партии «Национальный фронт», набрав только 15,1 % голосов.
Работал в Генеральной финансовой инспекции (1975–1979) и министерстве финансов (1979–1981). После победы левых сил на президентских и парламентских выборах стал советником министра экономики и финансов Жака Делора (апрель 1981 — июль 1984), затем занимал пост заместителя директора кабинета премьер-министра Пьера Моруа и его советника (1983—1984). С 1985 по 1994 занимал должность директора кабинета и советника председателя Европейской комиссии Жака Делора. В тот же период также был управляющим директором компании Crédit Lyonnais, которой помогал преобразовываться вплоть до её приватизации в 1999. Затем, в том же 1999, занял пост европейского комиссара по торговле при председателе Европейской комиссии Романо Проди.
26 мая 2005 он был избран Генеральным директором Всемирной торговой организации (ВТО) (переизбран 30 апреля 2009, оба раза номинировался Евросоюзом) до 31 августа 2013.
Регулярно участвовал (до своей отставки) в заседаниях Бильдербергского клуба.
В апреле 2015 премьер-министр Мануэль Вальс поручил ему в качестве межминистерского делегата организовать выдвижение кандидатуры Парижа на Всемирную выставку 2025 года (в январе 2018 премьер-министр Эдуар Филипп объявил о снятии кандидатуры Франции в связи с отсутствием финансовых гарантий).
С 2013 почётный президент аналитического центра Института Жака Делора (Institut Jacques-Delors). С 2019 – президент Парижского Форума Мира. Член консультативного совета Пражского европейского саммита, президент комитета по этике Всемирной туристской организации, президент комиссии Оксфордской школы Мартина по вызовам будущего, член Глобальной комиссии по океанам (Global Ocean Commission), председатель совета директоров Musiciens du Louvre de Grenoble (MDLG) (оркестр Марка Минковски), член совета директоров Института политических исследований и компании Thomson Reuters Founders Share Company, член Консультативного совета Transparency International, член правления Transparency International France. Сопредседатель коалиции «Антарктида-2020» — проекта, направленного на защиту обширных морских районов вокруг Антарктики.
Приглашённый профессор Высшей коммерческой школы Парижа и Китайско-европейской международной бизнес-школы (CEIBS-Шанхай).
Работает советником при правлениях фирм Bosch (с 2015) и Danone (с 2020). Также выступает в качестве советника трансатлантической организации European Horizons. Член многочисленных некоммерческих структур.

## Семья
Женат на Женевьеве Люшер (Genevieve Luchaire). У супругов трое детей — Жюльен, Давид и Квентин.